# Ромбоплит
Ромбоплит, или круглоголовый луциан (лат. Rhomboplites aurorubens), — вид лучепёрых рыб семейства луциановых (Lutjanidae). Единственный представитель в роде Rhomboplites. Распространены в западной части Атлантического океана. Максимальная длина тела 60 см.

## Описание
Тело удлинённое, несколько сжато с боков. Рыло короткое, рот небольшой. Нижняя челюсть немного выдаётся вперёд. На обеих челюстях зубы маленькие, конической формы, в передней части верхней челюсти несколько увеличенные.  Есть зубы на сошнике, нёбе и языке. На сошнике зубы расположены в виде пятна треугольной или ромбовидной формы. Латеральный вырост в задней части пятна у крупных особей широкий, а у мелких — относительно узкий. Язык без зубов. Межглазничное пространство плоское. На первой жаберной дуге 27—32 жаберных тычинок, из них на верхней части 8—10, а на нижней 19—22. Один спинной плавник с 12 (редко с 13) жёсткими и 11 (редко 10 или 12) мягкими лучами. В анальном плавнике 3 жёстких и 8 (редко 9) мягких лучей. Жёсткая и мягкая части плавника не разделены выемкой. Последний мягкий луч спинного и анального плавников не удлинённый. На верхней челюсти нет чешуи, а на мембранах спинного и анального плавников есть чешуя. Грудные плавники короткие с 17—18 (редко 16—19) мягкими лучами, их окончания не доходят до анального отверстия. Хвостовой плавник выемчатый. В боковой линии от 46 до 52 чешуек, обычно 48—50. Ряды чешуи на спине идут косо к боковой линии.

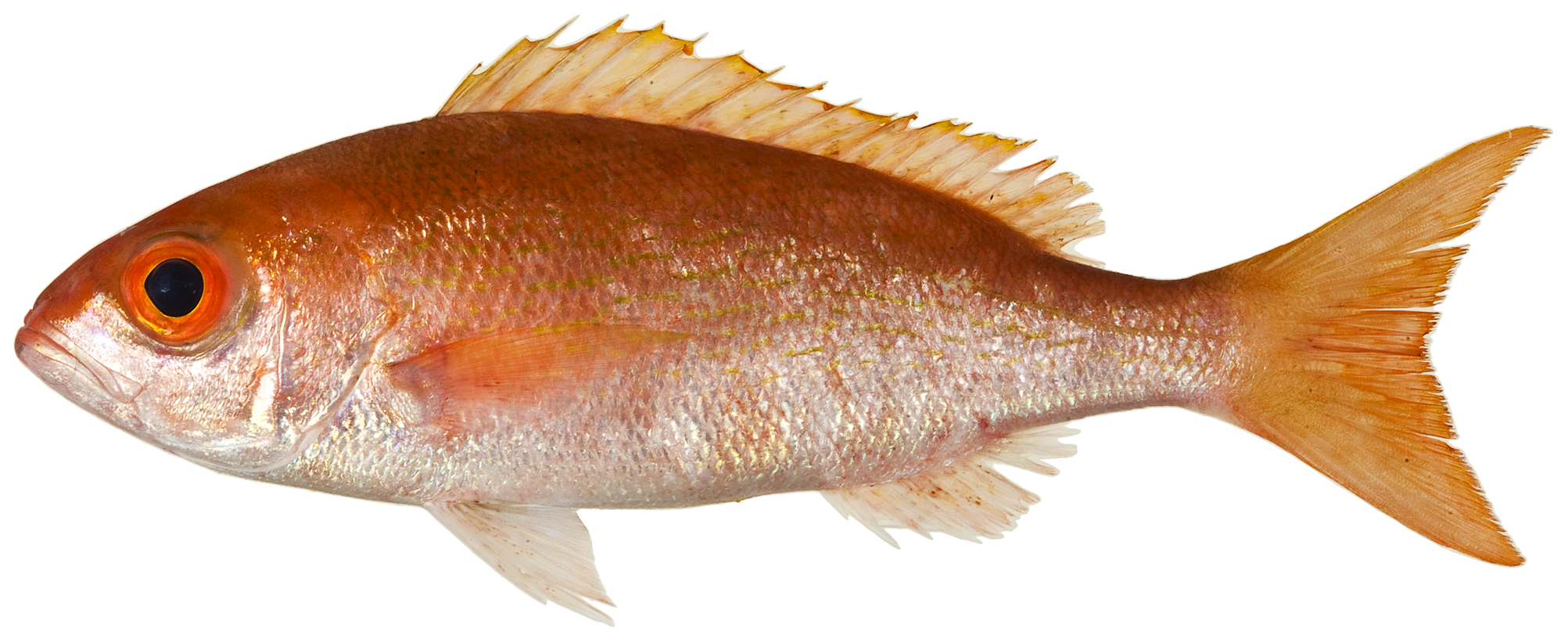

Тело киноварного цвета; нижняя сторона тела и брюхо серебристые с красноватым оттенком. По бокам тела от спинного плавника проходят слабые коричневые линии, направленные вперёд. Ниже боковой линии идут узкие продольные косые полоски золотисто-жёлтого цвета. Спинной плавник желтоватый с пятнами киноварного цвета. Хвостовой плавник киноварного цвета. Анальный и грудные плавники беловатые или розовые. Брюшные плавники бледные. Радужная оболочка красная.
Максимальная длина тела 60 см, обычно до 35 см. Масса тела до 3,2 кг.

## Биология
Морские бентопелагические рыбы. Обитают на континентальном шельфе над скалистыми грунтами на глубине от 20 до 300 м. Образуют большие скопления, особенно молодые особи. Питаются разнообразными донными и пелагическими организмами, такими как рыбы, ракообразные, гастроподы, головоногие и полихеты. В Мексиканском заливе значительную долю в рационе составляли амфиподы и оболочники. В Мексиканском заливе живут до 20—26 лет. 

### Размножение
У побережья США в 1972—1975 годах ромбоплиты созревали в возрасте 3—4 года при длине тела 256—324 мм. Нерест отмечен с конца апреля до сентября. Плодовитость зависела от размеров самок и варьировалась от 8 тысяч до 1,79 млн ооцитов. В конце 1980-х годов самки ромбоплитов впервые созревали при длине тела 105 мм, а самцы — при длине тела 124 мм. Более 50 % особей были зрелыми при длине тела 160 мм.  Авторы полагают, что более раннее созревание обусловлено промысловой нагрузкой, которая привела к изменениям в популяционной структуре. В начале 1990-х ромбоплиты впервые созревали в возрасте 2-х лет при длине тела 165 мм (самки) и 179 мм (самцы). Нерест порционный. За нерестовый сезон (апрель — сентябрь) самки могли нереститься до 35 раз и вымётывали икру каждые 5 дней. У берегов Тринидад и Тобаго ромбоплиты нерестятся круглогодично с пиком с июня до ноября.

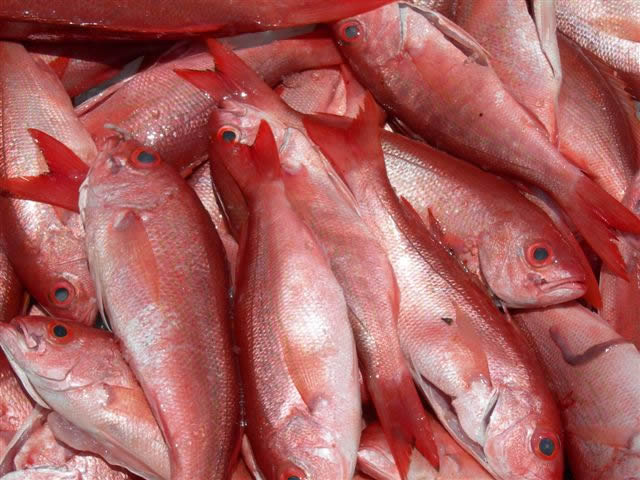

## Ареал
Распространены в западной части Атлантического океана от Северной Каролины и Бермудских островов до юга Бразилии, включая Вест-Индию, Мексиканский залив и Карибское море.

## Взаимодействие с человеком
Ценная промысловая рыба. Мировые уловы в середине 2000-х годов достигали 4000 тонн. Ловят ярусами, тралами, ловушками. Популярный объект спортивной рыбалки.